# نادي فارنامو
نادي فارنامو هو أحد أندية الدوري السويدي الممتاز في كرة القدم، ويتخذ من فارنامو، السويد مقرًا له. تأسس في عام 1912 ويعد أحد أقدم الأندية في المقاطعة السويدية محافظة يونشوبينغ، وقد شارك في فترات مختلفة في أقسام مختلفة من الدوري السويدي الممتاز والدوري الممتاز B.
من أبرز لاعبي النادي الذين لعبوا له في مراحل احترافية:
- يوناس ثيرن – لاعب ومدرب سابق.
- برناردو فيلار – مدافع برازيلي.
- نيكلاس هولت – لاعب سويدي بدأ مسيرته مع النادي.

كما ارتبط بالفريق اسم كوبنهاغن نجم نادي كوبنهاغن في وقت سابق خلال مسيرته..